# Булт о Боа
Булт о Боа (фр. Boult-aux-Bois) насеље је и општина у североисточној Француској у региону Шампањ-Арден, у департману Ардени која припада префектури Вузје.
По подацима из 2011. године у општини је живело 144 становника, а густина насељености је износила 9,47 становника/km². Општина се простире на површини од 15,2 km². Налази се на средњој надморској висини од 180 метара.

## Демографија
| 1962. | 1968. | 1975. | 1982. | 1990. | 1999. | 2011. |
| ----- | ----- | ----- | ----- | ----- | ----- | ----- |
| 154   | 158   | 127   | 143   | 133   | 148   | 144   |

График промене броја становника у току последњих година